# Jean Alesi
Jean Alesi (született: Giovanni Alesi) (Avignon, 1964. június 11. –) francia autóversenyző.

## Korai évei
Szicíliai olasz szülők gyermekeként született Franciaországban. Autóversenyzői pályafutását a raliban kezdte. Az 1980-as évek második felétől már inkább gyorsasági autóversenyzéssel foglalkozott. 1987-ben megnyerte a francia Formula–3-as bajnokságot, majd 1989-ben a nemzetközi Formula–3000-t.

## A Formula–1-ben

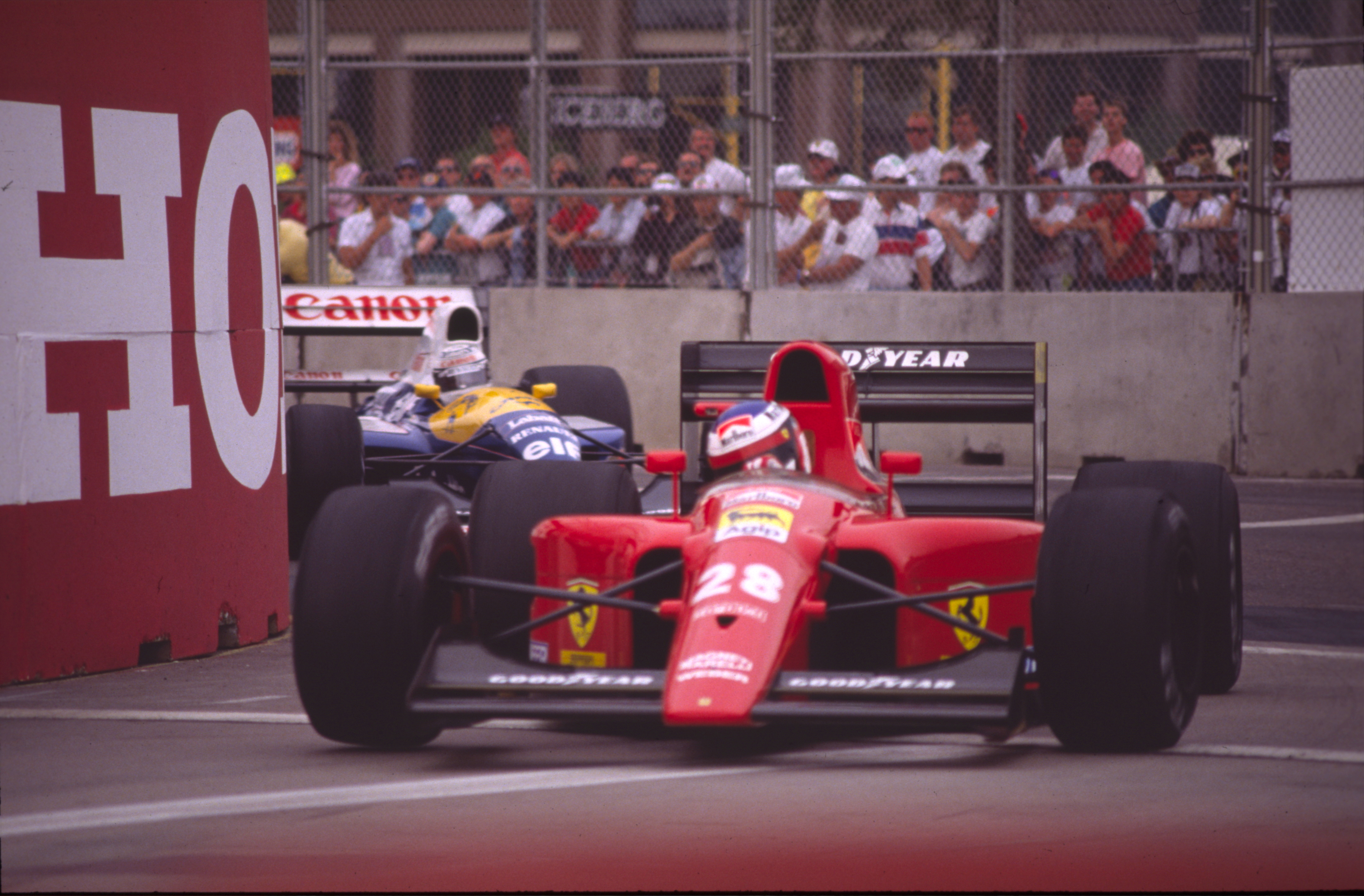
Alesi 1991-ben Patrese előtt a Ferrarival

Az 1989-es szezon közepén, a francia nagydíjon mutatkozott be a Formula–1-ben a Tyrrell–Cosworth csapat tagjaként, ahol Michele Alboreto helyét vette át. A futamon a negyedik helyen ért célba. A szezon hátralévő részét a csapatnál töltötte, miközben párhuzamosan folytatta a Forma-3-as versenyzést is. Első versenye mellett még két alkalommal szerzett pontot.
1990-ben nagy meglepetést okozott második helyével Senna mögött a szezonnyitó futamon. Remek teljesítményét a monacói nagydíjon is megismételte. Ezzel hamar felkeltette az élcsapatok érdeklődését, és a Ferrari, valamint a Williams is szerződést ajánlott neki.
Végül a Ferrarihoz került – szerencsétlenségére, mert az olasz csapat jelentősen visszaesett
1991-re – ahol a világbajnok Alain Prost csapattársa lehetett. Legjobb eredménye ez évben három harmadik hely volt. 21 ponttal az év végén a hetedik helyen zárt. A Ferrari autói versenyképesek voltak, de nagy problémát okozott a megbízhatóság, Alesi több mint 40-szer esett ki 5 Ferraris szezonja alatt. 1993-tól Gerhard Berger lett a csapattársa, aki 1994-ben harmadik lett az egyéniben, míg a francia az ötödik. Legjobb ferraris szezonja 1995 volt, amikor megszerezte a kanadai nagydíjon élete első és egyetlen futamgyőzelmét. Érdekesség, hogy diadalát a 31-ik születésnapján ünnepelhette. Emellett 42 ponttal ismét az ötödik lett a versenyzői bajnokságban, ezúttal csapattársa előtt.

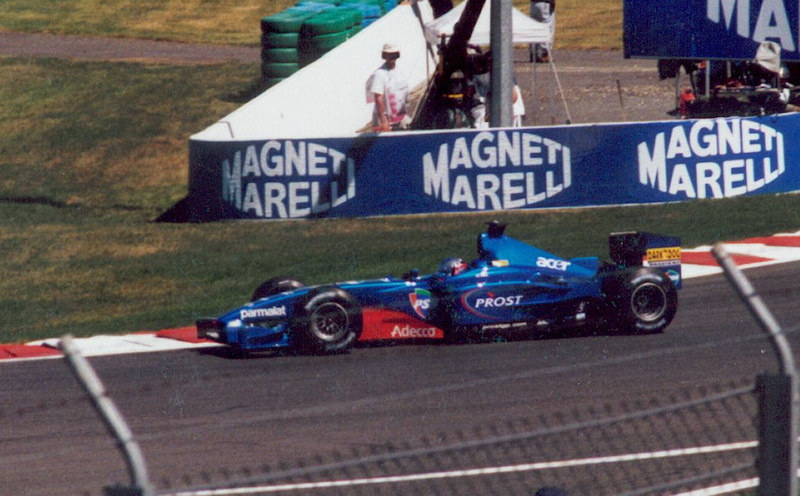
2001-ben a Prosttal

1996-ra az előző évi világbajnokhoz, a Benettonhoz szerződött Bergerrel együtt. Bár nem nyert futamot, de 47 ponttal a negyedik lett egyéniben, ami pályafutása egyik legjobb eredménye volt. 1997-ben megismételte előző évi összetett helyezését 36 ponttal.
Ezután már gyenge csapatoknál versenyzett, a Saubernél 1998-tól 1999-ig, majd a Prosttal 2000-től 2001 első feléig. Legrosszabb évadja a 2000-es volt, egyetlen versenyen sem ért pontszerző helyen célba.
A 2001-es magyar nagydíjtól a Jordan színeiben indult 5 futam erejéig.
201 versenyen 241 pontot, 2 pole-pozíciót, 4 leggyorsabb kört és egy futamgyőzelmet szerzett.

## A Formula–1 után

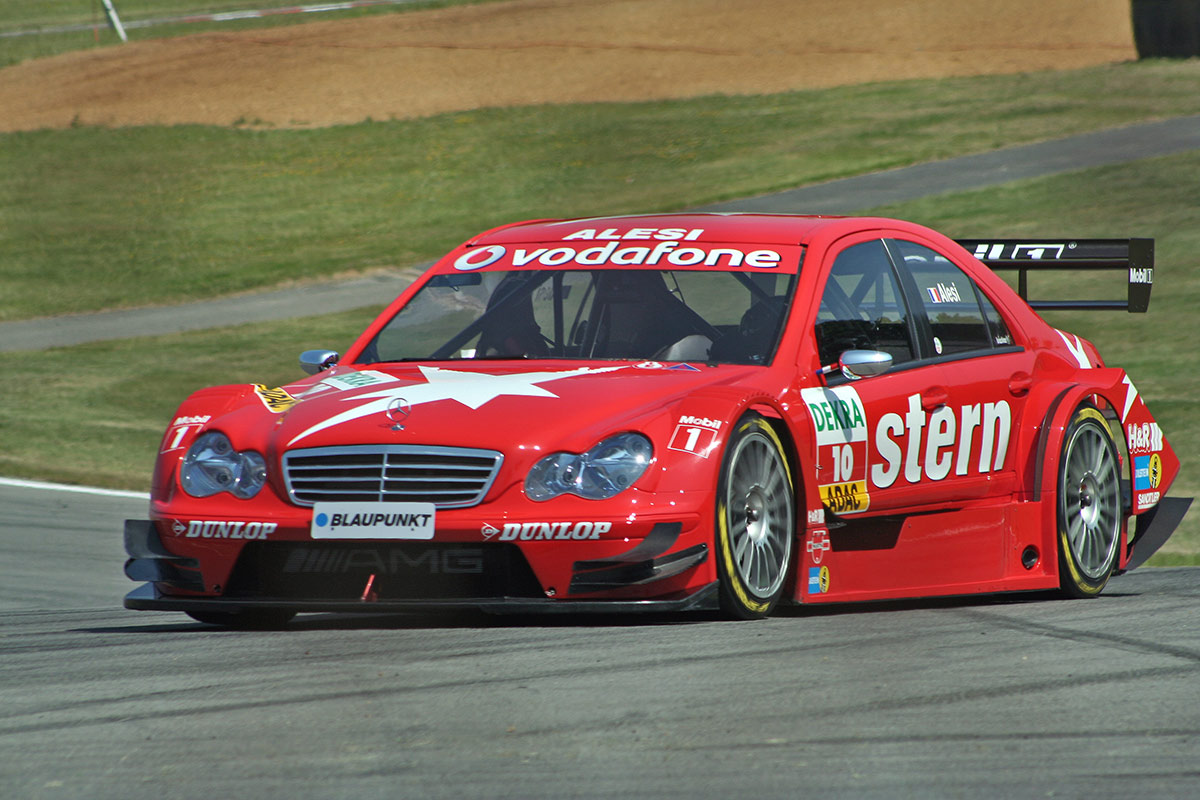
2006-ban a DTM-ben

2002-től 2006-ig a német túraautó-bajnokságban indult a Mercedes színeiben. Már első futamán dobogóra állhatott Hockenheimben. Pályafutása során négy győzelmet aratott, 52 versenyén kétszer indult az első rajtkockából.
2008-ban a akkor létrehozott Speedcar Series sorozatban versenyzett. A szezon folyamán két győzelmet szerzett és a negyedik helyen zárta az összetett értékelést.
2012-ben részt vett a legendás Indianapolisi 500-as versenyen. de rendkívül sikertelenül: kilenc kör után Simona de Silvestroval együtt az ún. 105%-os szabály alapján, biztonsági okokból diszkvalifikálták.

## Eredményei

### Teljes Formula–3000-es eredménysorozata
(Táblázat értelmezése)

(Félkövér: pole-pozícióból indult; dőlt: leggyorsabb kört futott) 

| Év   | Csapat              | Modell      | Motor         | Abroncs | 1      | 2      | 3     | 4     | 5      | 6     | 7      | 8      | 9      | 10    | 11    | Helyezés | Pont |
| ---- | ------------------- | ----------- | ------------- | ------- | ------ | ------ | ----- | ----- | ------ | ----- | ------ | ------ | ------ | ----- | ----- | -------- | ---- |
| 1988 | Oreca               | March 87B   | Ford Cosworth | A       | JER 11 | VAL 9  |       |       |        |       |        |        |        |       |       | 10.      | 11   |
| 1988 | Oreca               | Reynard 88D | Ford Cosworth | A       |        |        | PAU 2 | SIL 5 | MNZ Ki | PER 6 | BRH Ki | BIR Ki | BUG Ki | ZOL 9 | DIJ 5 | 10.      | 11   |
| 1989 | Eddie Jordan Racing | Reynard 89D | Mugen Honda   | A       | SIL 4  | VAL Ki | PAU 1 | JER 5 | PER Ki | BRH 2 | BIR 1  | SPA 1  | BUG 6  | DIJ   |       | 1.       | 39   |

### Teljes Formula–1-es eredménysorozata
(Táblázat értelmezése)

(Félkövér: pole-pozícióból indult; dőlt: leggyorsabb kört futott) 

| Év   | Csapat   | 1      | 2       | 3       | 4      | 5      | 6      | 7      | 8      | 9      | 10     | 11     | 12     | 13     | 14     | 15     | 16     | 17     | Helyezés | Pont |
| ---- | -------- | ------ | ------- | ------- | ------ | ------ | ------ | ------ | ------ | ------ | ------ | ------ | ------ | ------ | ------ | ------ | ------ | ------ | -------- | ---- |
| 1989 | Tyrrell  | BRA    | SMR     | MON     | MEX    | USA    | CAN    | FRA 4  | GBR Ki | GER 10 | HUN 9  | BEL    | ITA 5  | POR    | ESP 4  | JPN Ki | AUS Ki |        | 9.       | 8    |
| 1990 | Tyrrell  | USA 2  | BRA 7   | SMR 6   | MON 2  | CAN Ki | MEX 7  | FRA Ki | GBR 8  | GER 11 | HUN Ki | BEL 8  | ITA Ki | POR 8  | ESP Ki | JPN Ni | AUS 8  |        | 9.       | 13   |
| 1991 | Ferrari  | USA Ki | BRA 6   | SMR Ki  | MON 3  | CAN Ki | MEX Ki | FRA 4  | GBR Ki | GER 3  | HUN 5  | BEL Ki | ITA Ki | POR 3  | ESP 4  | JPN Ki | AUS Ki |        | 7.       | 21   |
| 1992 | Ferrari  | RSA Ki | MEX Ki  | BRA 4   | ESP 3  | SMR Ki | MON Ki | CAN 3  | FRA Ki | GBR Ki | GER 5  | HUN Ki | BEL Ki | ITA Ki | POR Ki | JPN 5  | AUS 4  |        | 7.       | 18   |
| 1993 | Ferrari  | RSA Ki | BRA 8   | EUR Ki  | SMR Ki | ESP Ki | MON 3  | CAN Ki | FRA Ki | GBR 9  | GER 7  | HUN Ki | BEL Ki | ITA 2  | POR 4  | JPN Ki | AUS 4  |        | 6.       | 16   |
| 1994 | Ferrari  | BRA 3  | PAC Bet | SMR Bet | MON 5  | ESP 4  | CAN 3  | FRA Ki | GBR 2  | GER Ki | HUN Ki | BEL Ki | ITA Ki | POR Ki | EUR 10 | JPN 3  | AUS 6  |        | 5.       | 24   |
| 1995 | Ferrari  | BRA 5  | ARG 2   | SMR 2   | ESP Ki | MON Ki | CAN 1  | FRA 5  | GBR 2  | GER Ki | HUN Ki | BEL Ki | ITA Ki | POR 5  | EUR 2  | PAC 5  | JPN Ki | AUS Ki | 5.       | 42   |
| 1996 | Benetton | AUS Ki | BRA 2   | ARG 3   | EUR Ki | SMR 6  | MON Ki | ESP 2  | CAN 3  | FRA 3  | GBR Ki | GER 2  | HUN 3  | BEL 4  | ITA 2  | POR 4  | JPN Ki |        | 4.       | 47   |
| 1997 | Benetton | AUS Ki | BRA 6   | ARG 7   | SMR 5  | MON Ki | ESP 3  | CAN 2  | FRA 5  | GBR 2  | GER 6  | HUN 11 | BEL 8  | ITA 2  | AUT Ki | LUX 2  | JPN 5  | EUR 13 | 4.       | 36   |
| 1998 | Sauber   | AUS Ki | BRA 9   | ARG 5   | SMR 6  | ESP 10 | MON 12 | CAN Ki | FRA 7  | GBR Ki | AUT Ki | GER 10 | HUN 7  | BEL 3  | ITA 5  | LUX 10 | JPN 7  |        | 11.      | 9    |
| 1999 | Sauber   | AUS Ki | BRA Ki  | SMR 6   | MON Ki | ESP Ki | CAN Ki | FRA Ki | GBR 14 | AUT Ki | GER 8  | HUN 16 | BEL 9  | ITA 9  | EUR Ki | MAL 7  | JPN 6  |        | 16.      | 2    |
| 2000 | Prost    | AUS Ki | BRA Ki  | SMR Ki  | GBR 10 | ESP Ki | EUR 9  | MON Ki | CAN Ki | FRA 14 | AUT Ki | GER Ki | HUN Ki | BEL Ki | ITA 12 | USA Ki | JPN Ki | MAL 11 | 22.      | 0    |
| 2001 | Prost    | AUS 9  | MAL 9   | BRA 7   | SMR 9  | ESP 10 | AUT 10 | MON 6  | CAN 5  | EUR 15 | FRA 12 | GBR 11 | GER 6  |        |        |        |        |        | 15.      | 5    |
| 2001 | Jordan   |        |         |         |        |        |        |        |        |        |        |        |        | HUN 10 | BEL 6  | ITA 8  | USA 7  | JPN Ki | 15.      | 5    |